# Certhionyx variegatus
El mielero pío (Certhionyx variegatus) es una especie de ave paseriforme de la familia Meliphagidae endémica de  Australia.
Este nómada de las zonas áridas de Australia ha desarrollado un ala puntiaguda con plumas de vuelo reducidas para cubrir con rapidez largas distancias, en busca de flores.  
El vuelo de exhibición de los machos es espectacular, primero hacia arriba en vertical y después en picado hacia abajo con las alas cerra- das y la cola en abanico.  
Ayudan a la hembra a construir el nido ya criar a los polluelos en menos de un mes.

## Descripción
Posee un largo pico curvo y una pequeña mancha azul claro de piel expuesta bajo el ojo que en los machos tiene forma de semicírculo y en las hembras y ejemplares juveniles forma de arco. Los machos son negros y blancos; la cabeza, partes superiores y cuello son negros, mientras que las partes inferiores, su obispillo y parte superior de la cola son blancas. Las alas son negras con una franja blanca, y la cola posee su extremo negro. El dorso de las hembras es pardo, con zona baja del pico grisácea, su pecho es blancuzco con pintas marrón oscuro, partes inferiores blancas y bandas blancas a lo largo de los bordes de las plumas de las secundarias.

El adulto pesa unos 27 gramos, y mide entre 15 a 20 cm de largo, y sus alas miden de 25 a 29 cm de envergadura (eds Higgins et al. 2001). El ala larga y puntuda que caracteriza a Certhionyx variegatus le permite volar grandes distancias a través del continente australiano (Keast 1968).

## Distribución y hábitat
Es un habitante endémico de Australia. El proyecto Atlas de Birdlife Australia (2014) indica que principalmente se lo encuentra en una banda por debajo de los 18 ° S que se extiende desde la zona central de Queensland, centro de Nueva gales del Sur y el centro de Victoria por el este y cruza la costa de Western Australia (Birdlife Australia 2014).
Habita en zonas áridas y semiáridas, en las colinas arenosas de las planicies interiores, formaciones de granito (eds Higgins et al. 2001) y también colinas costeras arenosas de Western Australia (Carter 1902b; North 1909). Frecuenta zonas de arbustos y bosquecillos, estos últimos especialmente de Eremophila spp. y grevilleas, (predominantemente mulga) (eds Higgins et al. 2001). Sus hábitats  incluyen bosquecillos de  Eucalyptus camaldulensis a la vera de cursos de agua y Casuarina Myoporum en cauces secos y lagos salados secos (Keast 1968).
El mielero pío también frecuenta los herbazales dominados por Spinifex con algunos árboles diseminados como Acacia aneura, Casuarina y Corymbia terminalis (Mr G Chapman 2014, pers.comm., 17 October))
(eds Higgins et al. 2001; Keast 1969).